# Ritratto femminile (Cranach)
Il Ritratto femminile è un dipinto a olio su tavola (42x29 cm) di Lucas Cranach il Vecchio e bottega, databile al 1530 circa e conservato nella Galleria degli Uffizi a Firenze.

## Storia e descrizione
L'opera venne realizzata dalla bottega del maestro su suo disegno. Si tratta di una donna dipinta di tre quarti verso sinistra su sfondo scuro, abbigliata in maniera bizzarra con un ampio cappello con piume che segue la moda dell'epoca, presente in varianti simili anche in altre opere di Cranach, quali la Venere e Cupido, o di altri pittori tedeschi. Esistono dopotutto numerosi ritratti di Cranach e della sua bottega in questo stile, ripetuti con poche varianti.
La veste è curata con attenzione e predomina una linea sinuosa e ondulata, tipica della produzione dell'artista.